# Зарзійська культура
Зарзійська культура, культура Зарзі — археологічна культура кінця Верхнього Палеоліту та Мезоліту, носії якої проживали в горах Загроси на Близькому Сході. Назву отримала від печери Зарзі, де було знайдено археологічні пам'ятки цієї культури.

## Характеристика культури
Час існування культури Зарзі — XVIII-VIII тис. до н. е. Він поділяється на два періоди в залежності форми мікролітів, які використовували представники культури. Перший період (XVIII-XIII тис. до н. е.) характерний використанням негеометричних мікролітів, другий же період (ХІІ-VIII тис. до н. е. — вживанням геометричних кам'яних знарядь у формі трапецій чи трикутників. Носії культури Зарзі займалися в основному полюванням на благородного оленя, онагра, безоарових кіз, муфлонів (диких овець). Останні два види тварин, а, крім цього, і собака, були згодом одомашнені. Рибальство ж відігравало незначну роль. Поступово зростало значення збиральництва, і тому з часом дана культура стала одним із центрів самостійного становлення землеробського господарства на території Близького Сходу. Підтвердженням цього є такі знаряддя, як ножі для жнив, ступки, зернотертки, товкачі, які були знайдені археологами на місцях проживання представників зарзійської культури. Останні ж вирощували пшеницю, ячмінь, боби та фісташки. Також в деяких місцях було виявлено сліди давнього керамічного виробництва.
Щодо поселень, то на час першого періоду характерні корткотривалі стоянки та печери, що знаходились в горах на висоті 760–1200 м над рівнем моря. Відоме поселення Гандж Даре, де було знайдено залишки жител, зведених з хмизу та шкур. На час наступного періоду зарзійці проживали уже в стаціонарних поселеннях розміром в 0,5-1 га. Знаходились вони як низько в долинах, так і високо в горах. Представники культури Зарзі будували невеликі напівземлянки або кам'яні наземні житла круглої (діаметром до 10 м) або овальної форми. Одне з найвідоміших поселень культури — печера Шанідар, де було знайдено велику кількість предметів побутового вжитку (зернотертки, сокири, кам'яні чаші, ступки, куранти, ножі).

## Використана література
- Бромлей Ю. История первообытного общества. Эпоха первобытной родовой общины. — Москва: Наука, 1986. — 576 с.
- Шнирельман В. Возникновение производящего хозяйства: Проблема первичных и вторничных очагов. — Москва: Наука, 1989. — 444 с.